# Nottleben
Nottleben là một đô thị ở huyện Gotha, ở bang Thüringen, Đức. Đô thị này có diện tích 8,5 km², dân số thời điểm ngày 31 tháng 12 năm 2006 là 450 người.